# St. Wipperti (Kölleda)

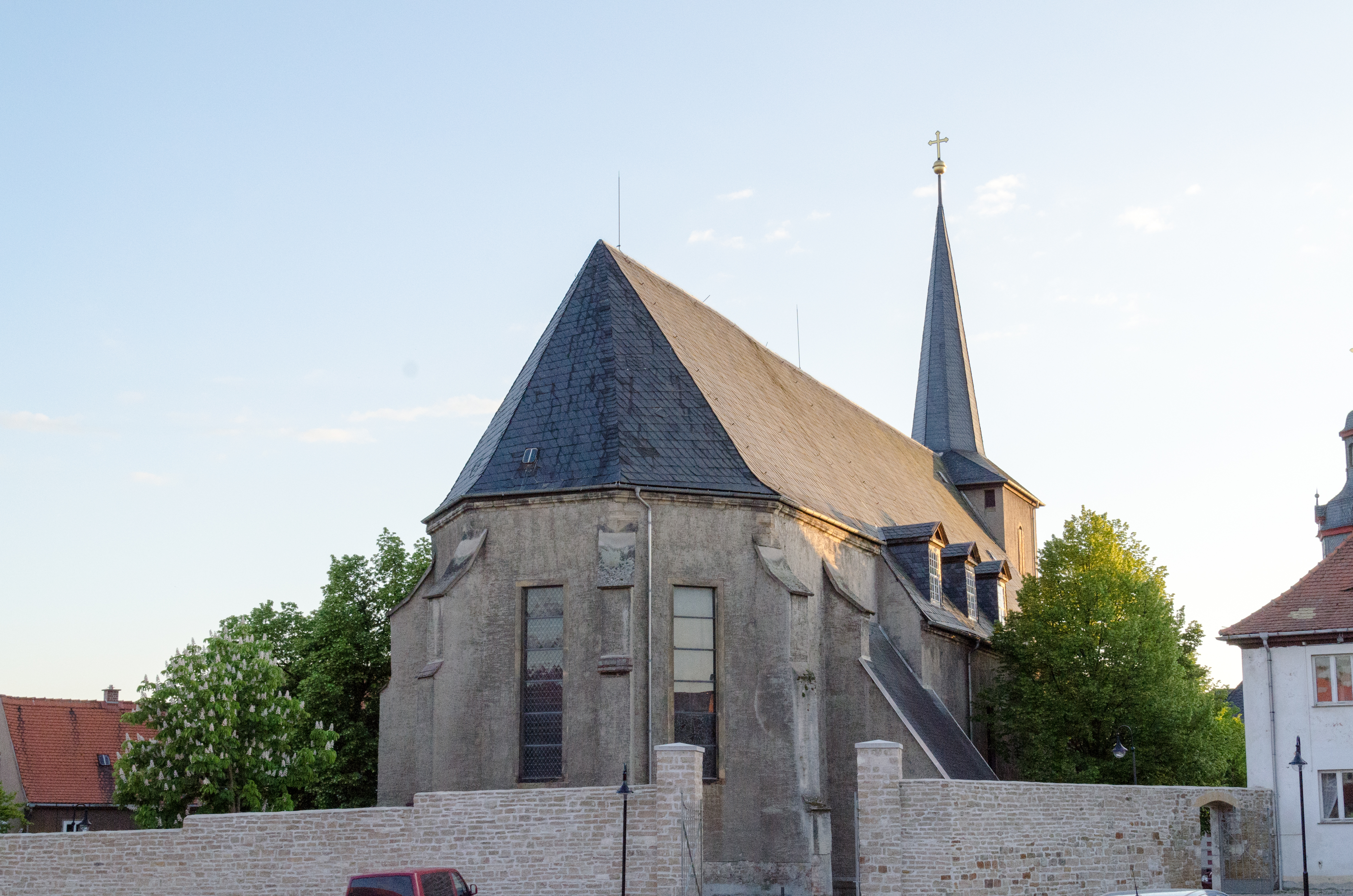
Die Stadtkirche St. Wippertus

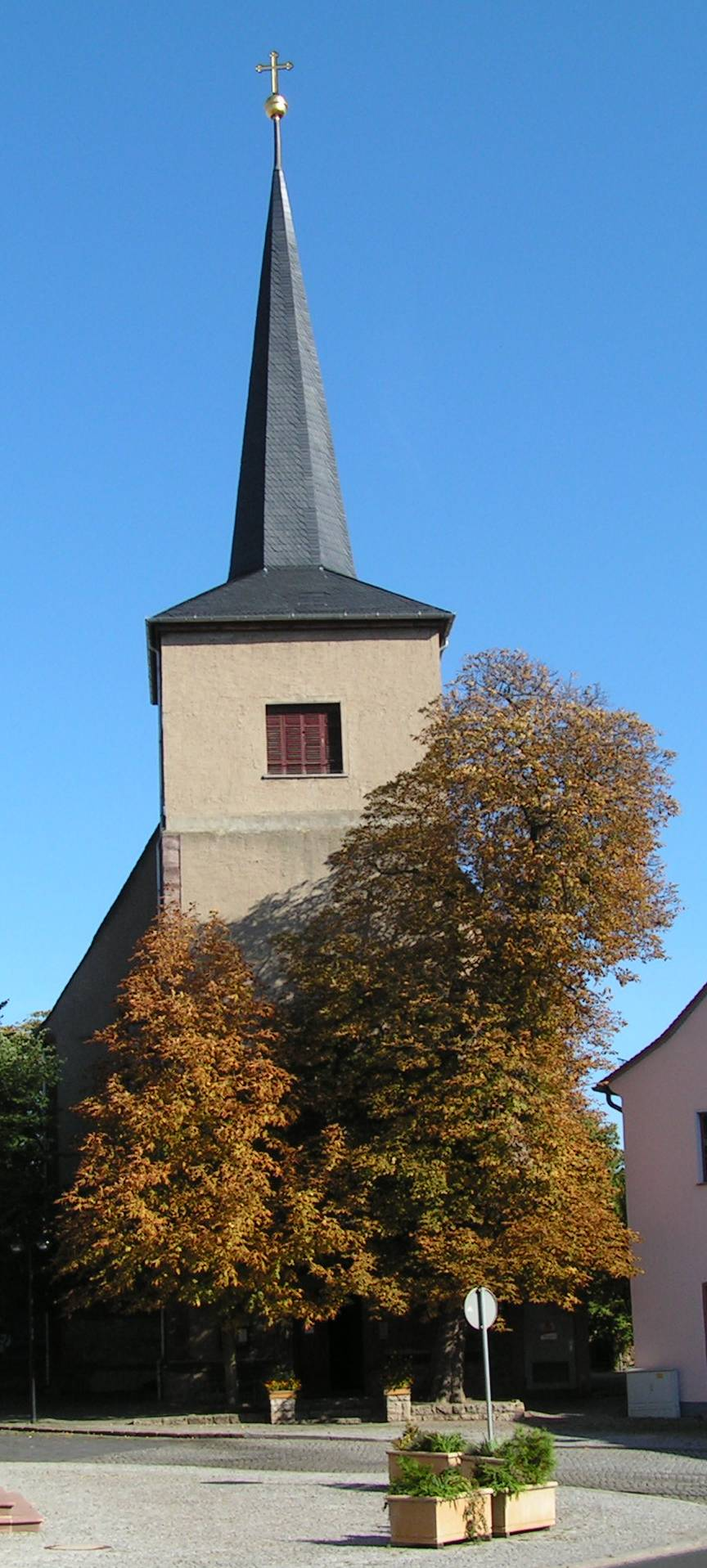
Blick auf den Westturm

Die evangelische Stadtkirche St. Wipperti, auch Wippertuskirche genannt, steht in der Stadt Kölleda im Landkreis Sömmerda in Thüringen. Sie gehört zum Pfarrbereich Kölleda-Ostramondra im Kirchenkreis Eisleben-Sömmerda der Evangelischen Kirche in Mitteldeutschland.

## Geschichte und Architektur
Bereits 1404 war ein Vicarius an St. Wippertus angestellt. Im Jahr 1528 gestattete der Abt des Klosters Hersfeld, dass der Stadtrat von Kölleda der Kirche einen eigenen Priester bestellen durfte. Fortan übte dieser alle Pfarrrechte aus. Gewissheit besteht, dass die Kirche beim Stadtbrand im Jahr 1538 derart in Mitleidenschaft gezogen wurde, dass eine Wiederherstellung nötig wurde. Über der Sakristei findet sich die Jahreszahl 1542 als Zeugnis des Neuaufbaus. Das Kirchenpatronat ging nach Streit mit dem Rat durch Rezess 1662 an die Familie von Werthern-Beichlingen über, die es fortan innehatte.
Die Wippertikirche zeigt sich als ursprünglich gotisches, einschiffiges Bauwerk mit einem in zwei Abschnitten um sieben Stufen erhöhten Altarraum. Die Holzdecke mit ihren Dachfenstern entstand im Rahmen der Erneuerung des Innenraumes in der Zeit von 1720 bis 1740. Dabei wurden auch dem Außenbau die zwei barocken Treppenhäuser angefügt.
Der westlich dem Kirchenschiff vorangestellte Kirchturm mit seinem verputzten Fachwerkobergeschoss wurde zwischen 1810 und 1812 errichtet, nachdem sich der nur bis zur Höhe des Kirchendaches reichende Vorgängerturm als nicht mehr reparaturfähig erwies.

## Ausstattung

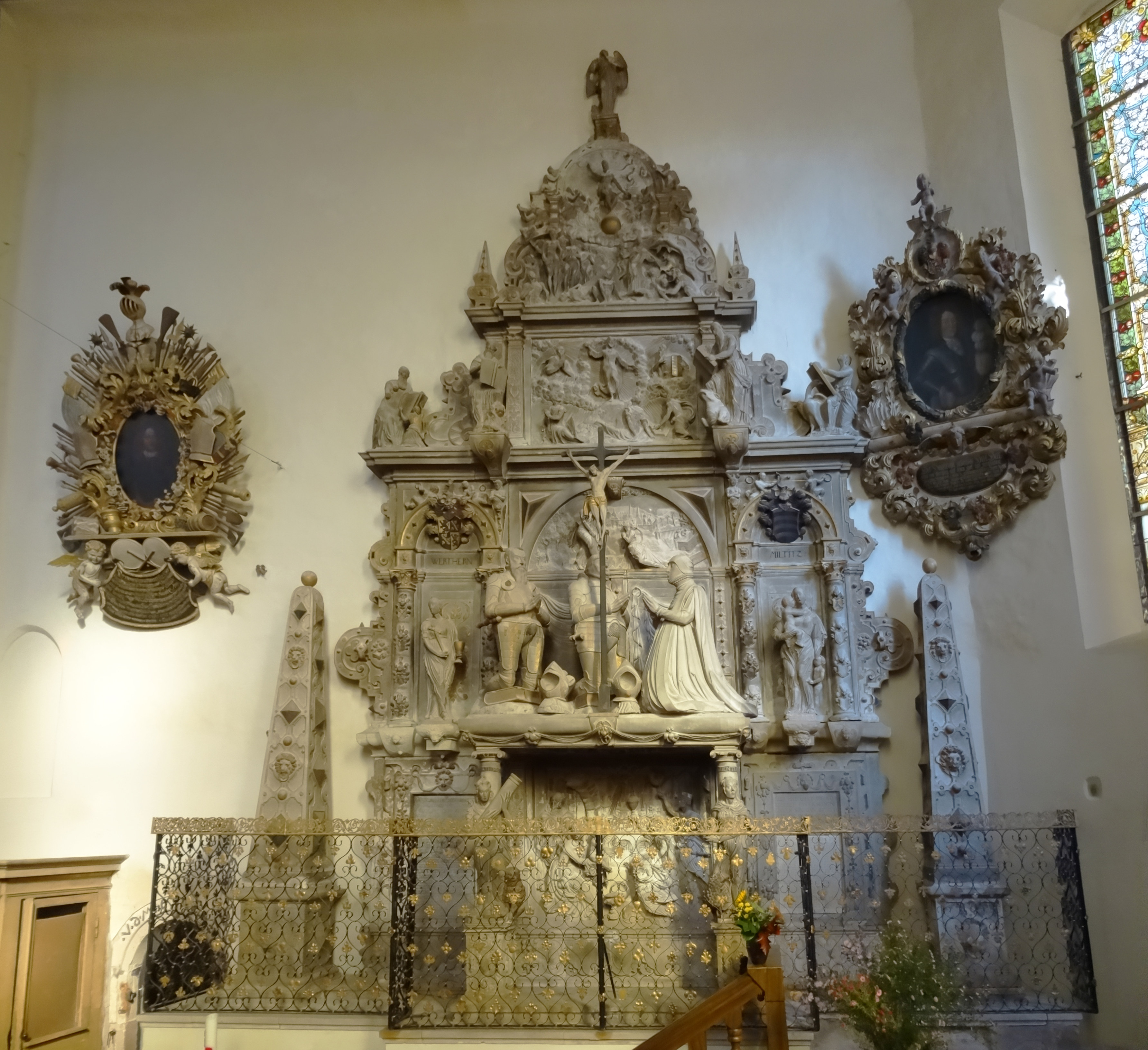
Epitaph der Herren von Werthern

Innenansicht

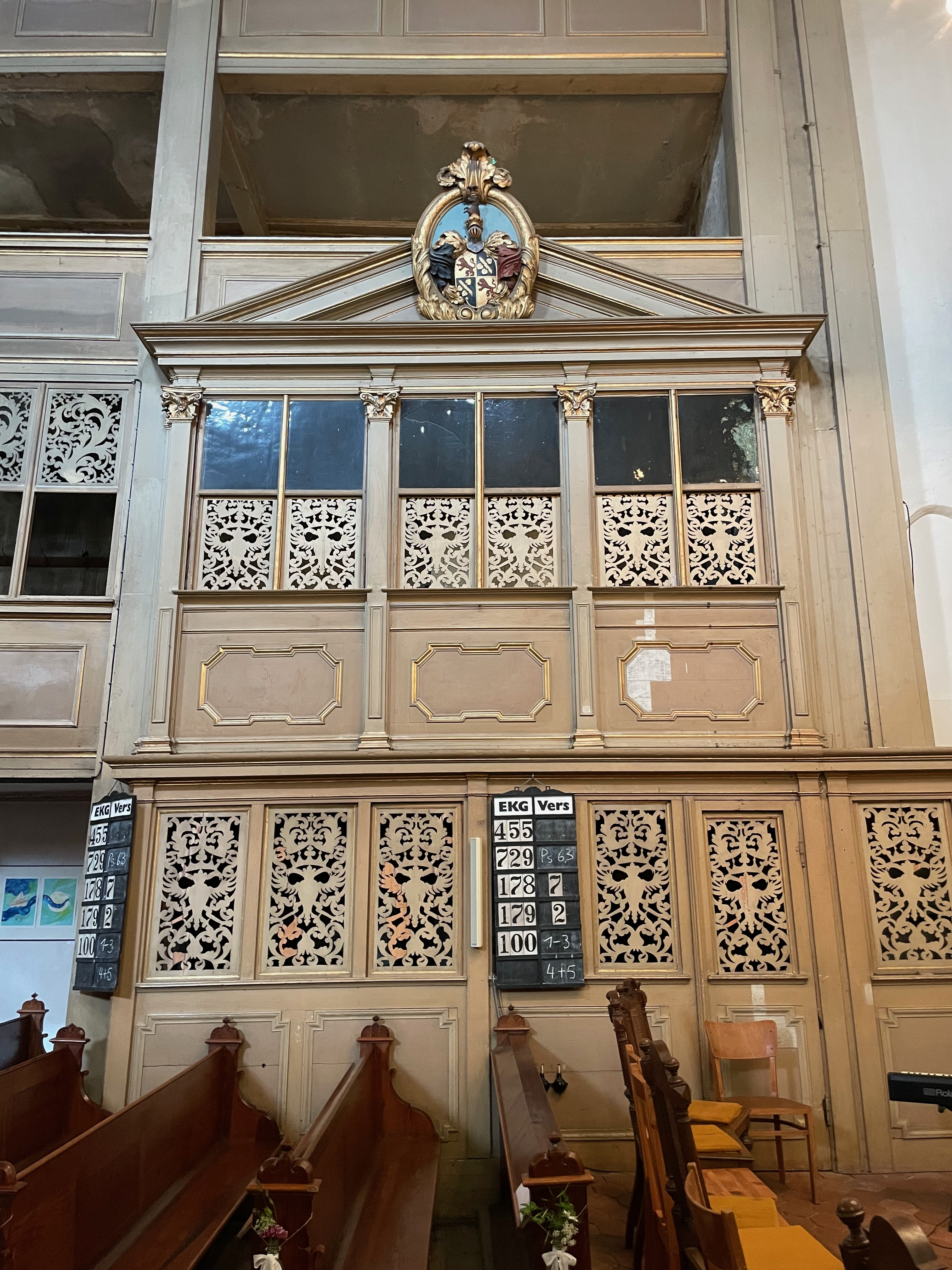
Patronatsloge mit Werthern-Wappen

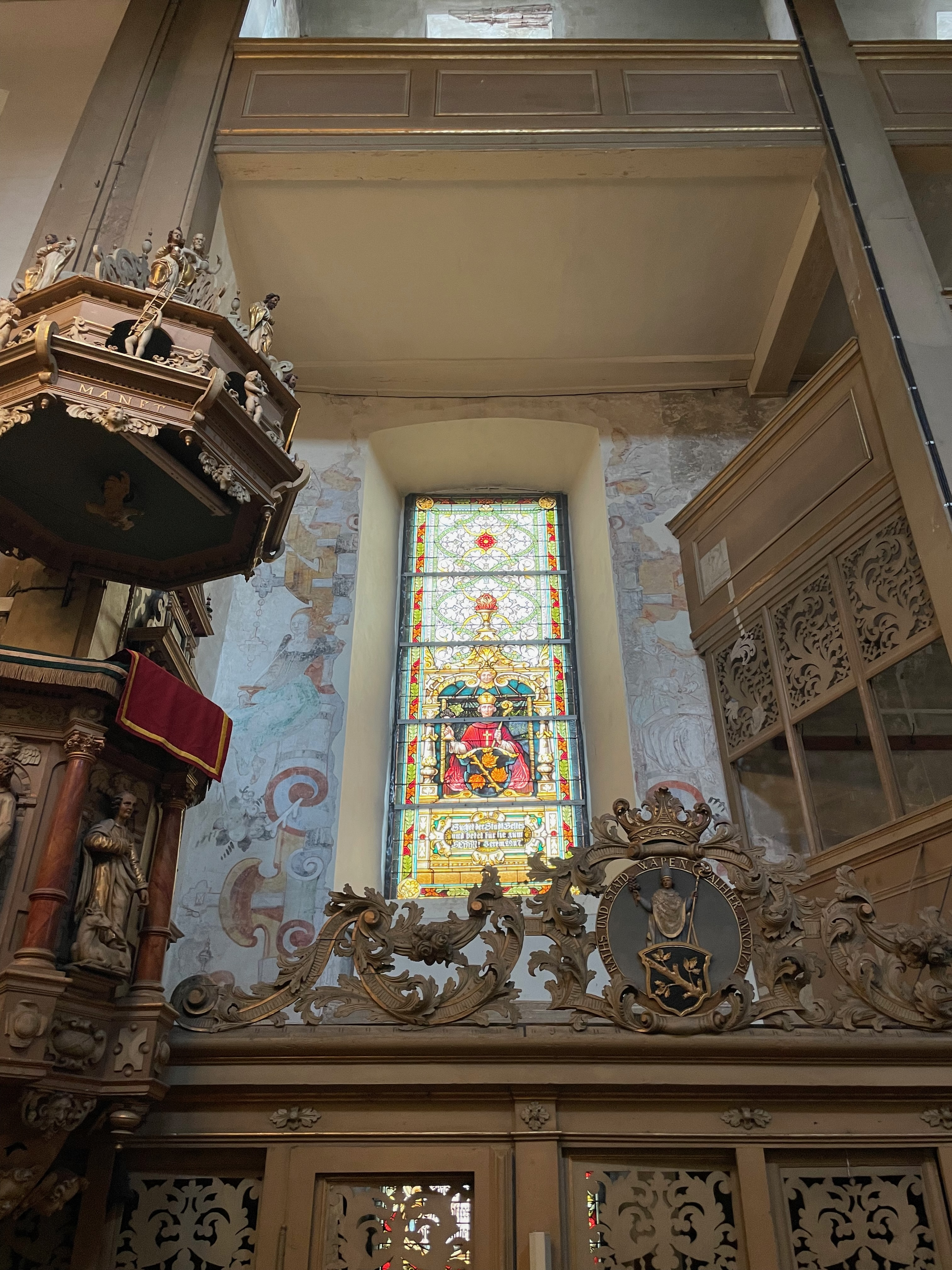
Reste renaissancezeitlicher Bemalung mit Roll- und Beschlagwerk

Der Hochaltar sowie die Kanzel wurden 1740 im Rokokostil ausgeführt. Der Kanzelkorb ruht auf einer Mosesfigur und zeigt auf den fünf vertretenen Brüstungsfeldern die Figuren Christi und der Evangelisten. Auf dem Altarblatt ist die Einsetzung des Abendmahls dargestellt.
Bedeutendstes Ausstattungsstück der Kirche ist das nahezu bis an die Decke der Kirche reichende Alabaster-Epitaph an der nördlichen Chorwand. Auf einer von Karyatiden getragenen Platte knien die lebensgroßen Figuren des Dietrich von Werthern, dessen Ehefrau Margarethe von Werthern und des Wolfgang von Werthern. Die beiden Männer in Ritterrüstung mit abgelegtem Helm. Über ihnen ist die Himmelfahrt Jesu, umrahmt von den Evangelisten, dargestellt. Bekrönt wird das Grabmal durch das Jüngste Gericht im Relief. Neben den zwei Werthernschen Wappen und den zwei Wappen der Familie von Miltitz sind an den Säulenschaften 16 weitere Ahnenwappen angebracht. Flankiert wird das Grabmal linker Hand von dem hängenden Epitaph des Johann Friedrich von Werthern (1657–1702).

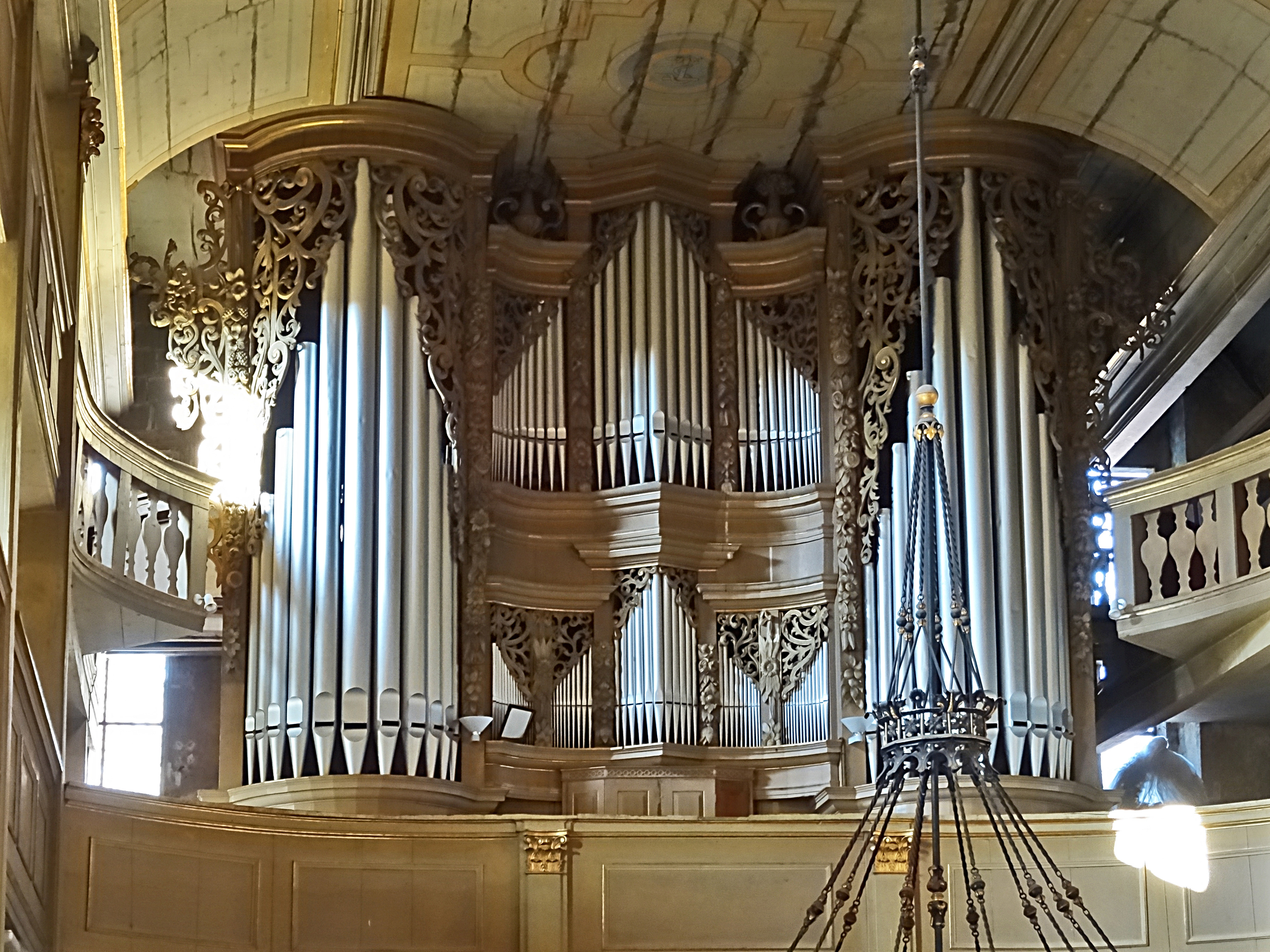
Thielemann-Orgel (1726)

Weitere Grabmäler finden sich an der südlichen Chorwand für Sibylla Magdalena von Werthern, geb. Hilchen von Lorch, aus grauem Marmor sowie für Maria Christine von Werthern, geb. von Heßler.
Orgel
Die Orgel auf der oberen hinteren Empore ist ein Werk des Orgelbauers Johann Christoph Thielemann aus dem Jahr 1726. 1827 wurde die Orgel erweitert. Im Jahr 1987 übernahm Orgelbaumeister Norbert Sperschneider die Restaurierung des Instruments, das einen Umfang von 36 Registern, drei Manualen und einem Pedal hat.

## Glocken

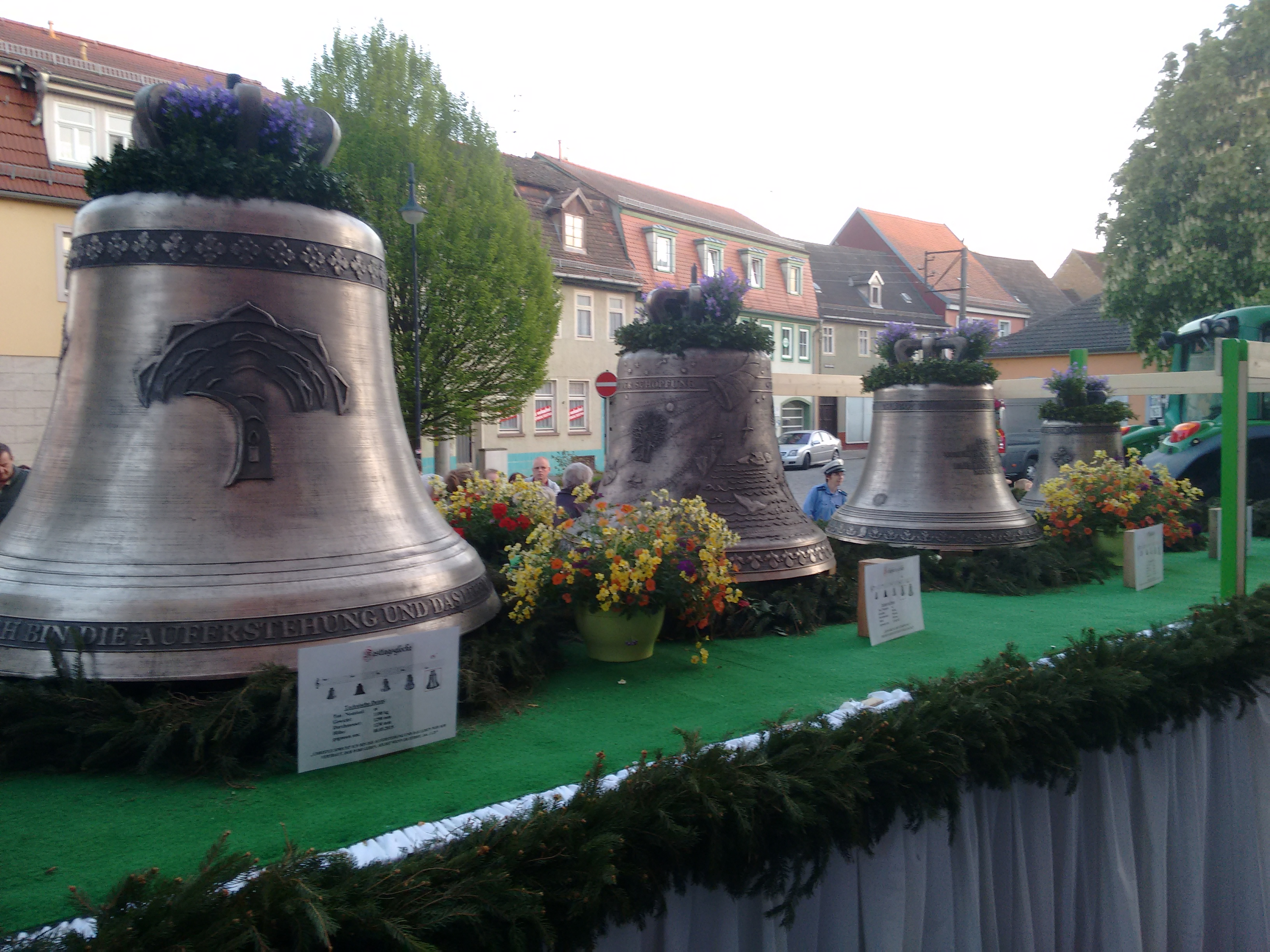
Das neue Geläut am 6. Mai 2016, einen Tag vor dem Einbau. v. l. n. r.: Festtagsglocke, Schöpfungsglocke, Betglocke, Stadtglocke

Im Kirchturm hängen fünf Glocken. Die älteste, die Taufglocke, stammt aus der Glockengießerei Hieronymus Möringk aus Erfurt, wurde im Jahr 1617 gefertigt und hat einen Durchmesser von 0,9 Metern. Die anderen Glocken wurden von 2011 bis 2015 von der Glockengießerei Bachert aus Karlsruhe hergestellt. Die Erste wurde im Rahmen der 1225-Jahr-Feier Kölledas auf dem Rittergut gegossen und trägt den Namen Stadtglocke. Es folgten die Betglocke, finanziert aus Privatmitteln, die Schöpfungsglocke und die Festtagsglocke, beide finanziert durch Spenden. Die 4 Glocken ersetzen die Stahlglocken aus dem Jahr 1947, die als Ersatz für die für die Rüstungsindustrie eingeschmolzenen Glocken aus dem Jahr 1868 beschafft wurden. Diese wurden von der Glockengießerfamilie Ulrich aus Apolda gefertigt.
Übersicht
| Glocke | Name             | Gussjahr | Gewicht | Schlagton |
| ------ | ---------------- | -------- | ------- | --------- |
| 1      | Festtagsglocke   | 2015     | 1180 kg | es′       |
| 2      | Schöpfungsglocke | 2012     | 468 kg  | as′       |
| 3      | Betglocke        | 2012     | 356 kg  | b′        |
| 4      | Taufglocke       | 1617     | 220 kg  | des″      |
| 5      | Stadtglocke      | 2011     | 162 kg  | es″       |